# 1601
1601 (MDCI) je bilo navadno leto, ki se je po gregorijanskem koledarju začelo na ponedeljek, po 10 dni počasnejšem julijanskem koledarju pa na četrtek.

## Dogodki
- jezuit Matteo Ricci prispe v Peking.
- Nizozemci zavzamejo portugalsko Malako.

## Rojstva
- 8. januar - Baltasar Gracián y Morales, španski jezuit, pisatelj in filozof († 1658)
- 17. avgust - Pierre de Fermat, francoski pravnik, matematik, fizik († 1665)
- 22. september - Ana Avstrijska, francoska kraljica, žena Ludvika XIII. († 1666)
- 27. september - Ludvik XIII., francoski kralj  († 1643)

## Smrti
- 9. avgust - Mihael Hrabri, vlaški in moldavski knez (* 1558)
- 24. oktober - Tycho Brahe, danski astronom (* 1546)